# 69 Lupi
69 Lupi (i Lupi) é uma estrela na direção da Lupus. Possui uma ascensão reta de 15h 14m 37.33s e uma declinação de −31° 31′ 08.9″. Sua magnitude aparente é igual a 4.91. Considerando sua distância de 1140 anos-luz em relação à Terra, sua magnitude absoluta é igual a −2.81. Pertence à classe espectral F3III.